# Cistus creticus
Cistus creticus även kretacistros är en solvändeväxtart. Cistus creticus ingår i släktet Cistus och familjen solvändeväxter.

## Underarter
Arten delas in i följande underarter:
- C. c. corsicus
- C. c. creticus
- C. c. eriocephalus
- C. c. trabutii

## Bildgalleri

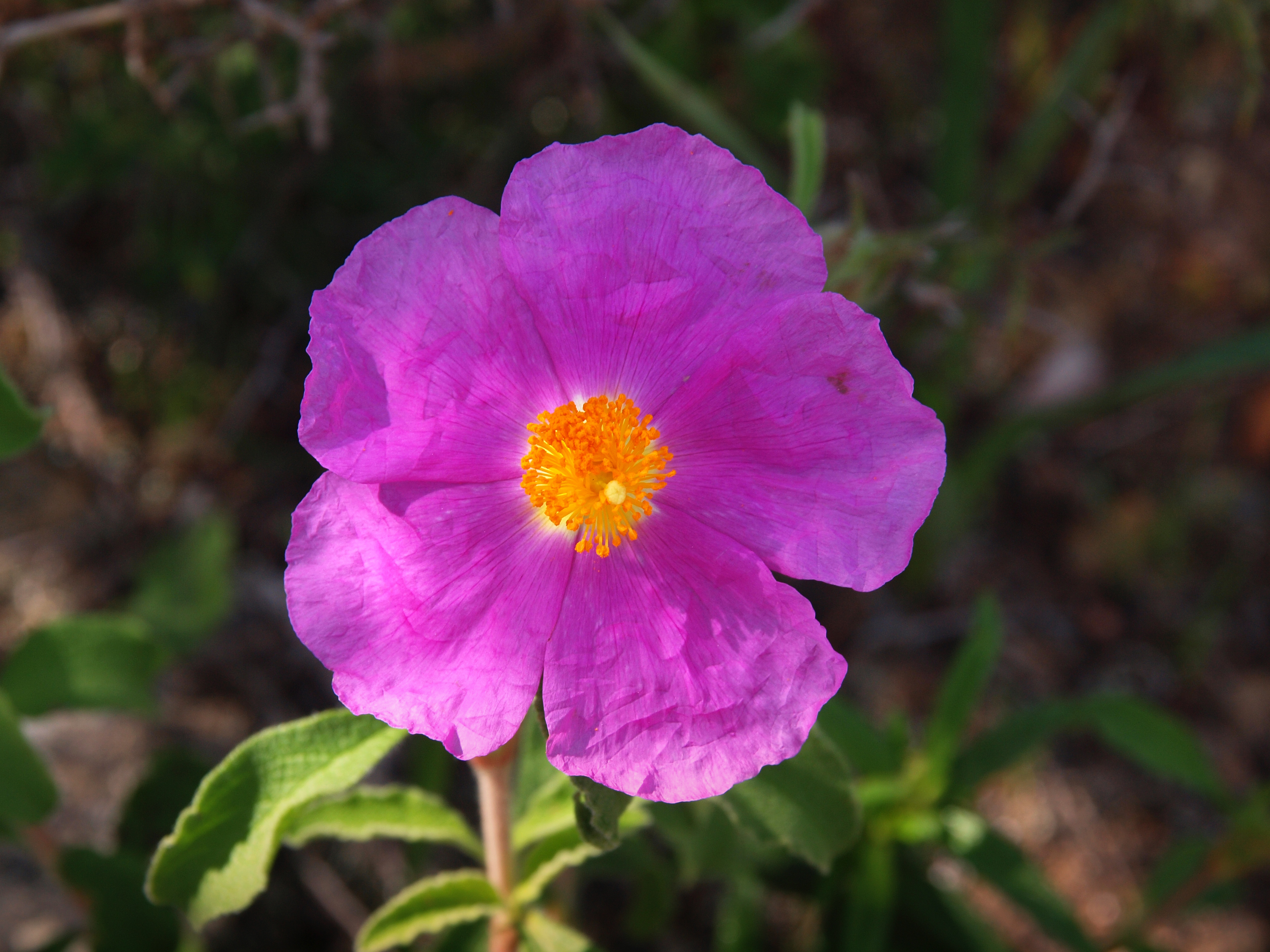
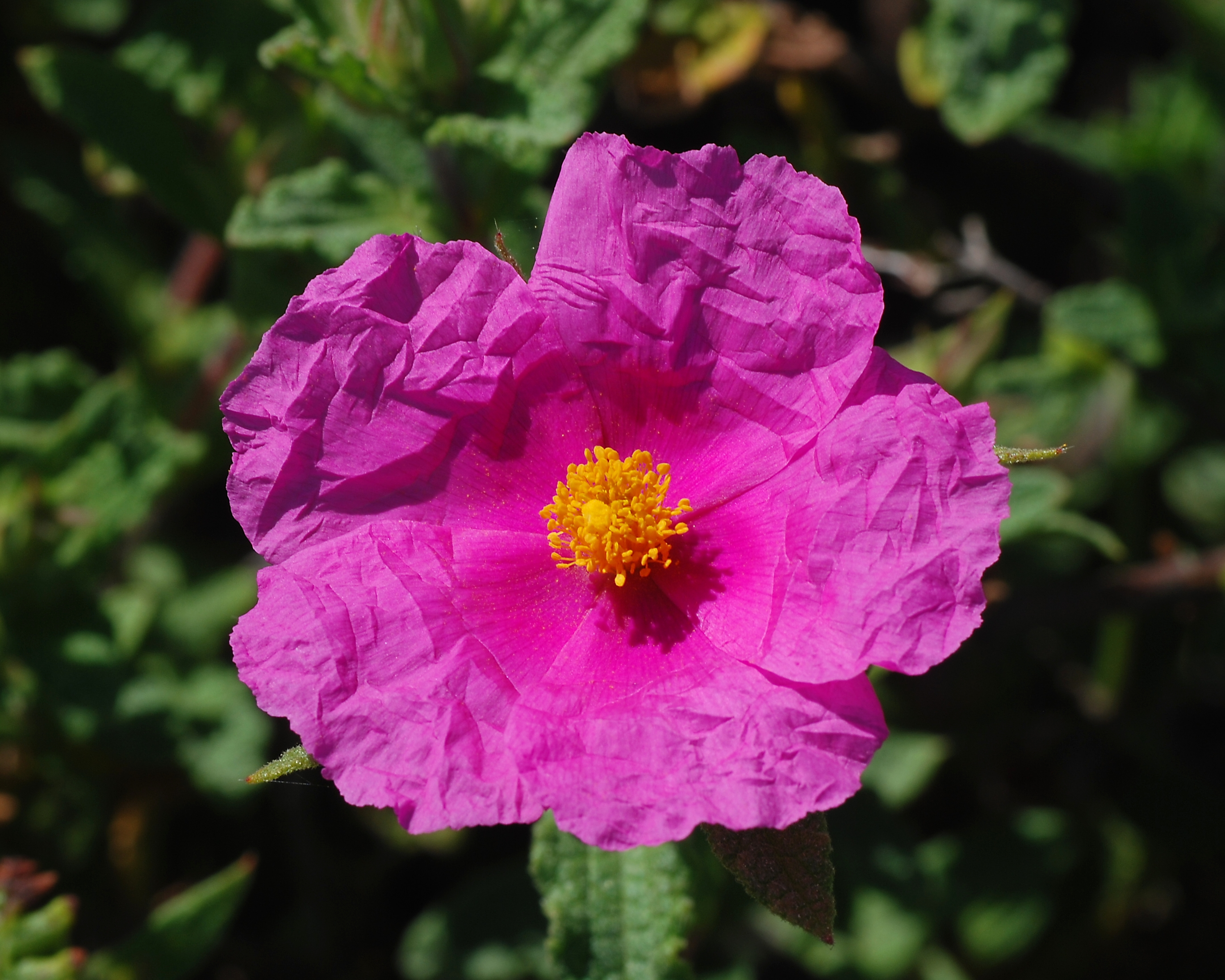
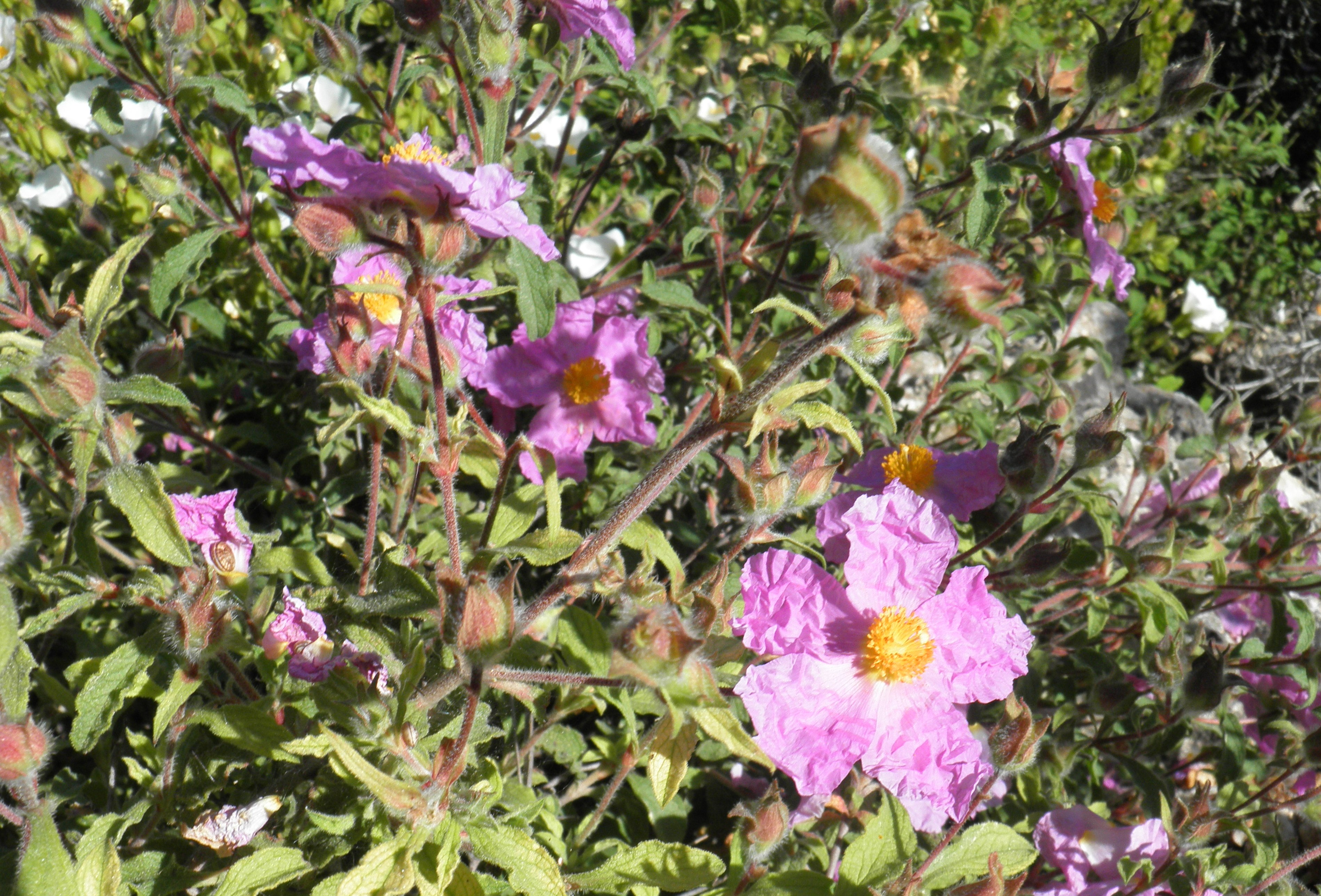
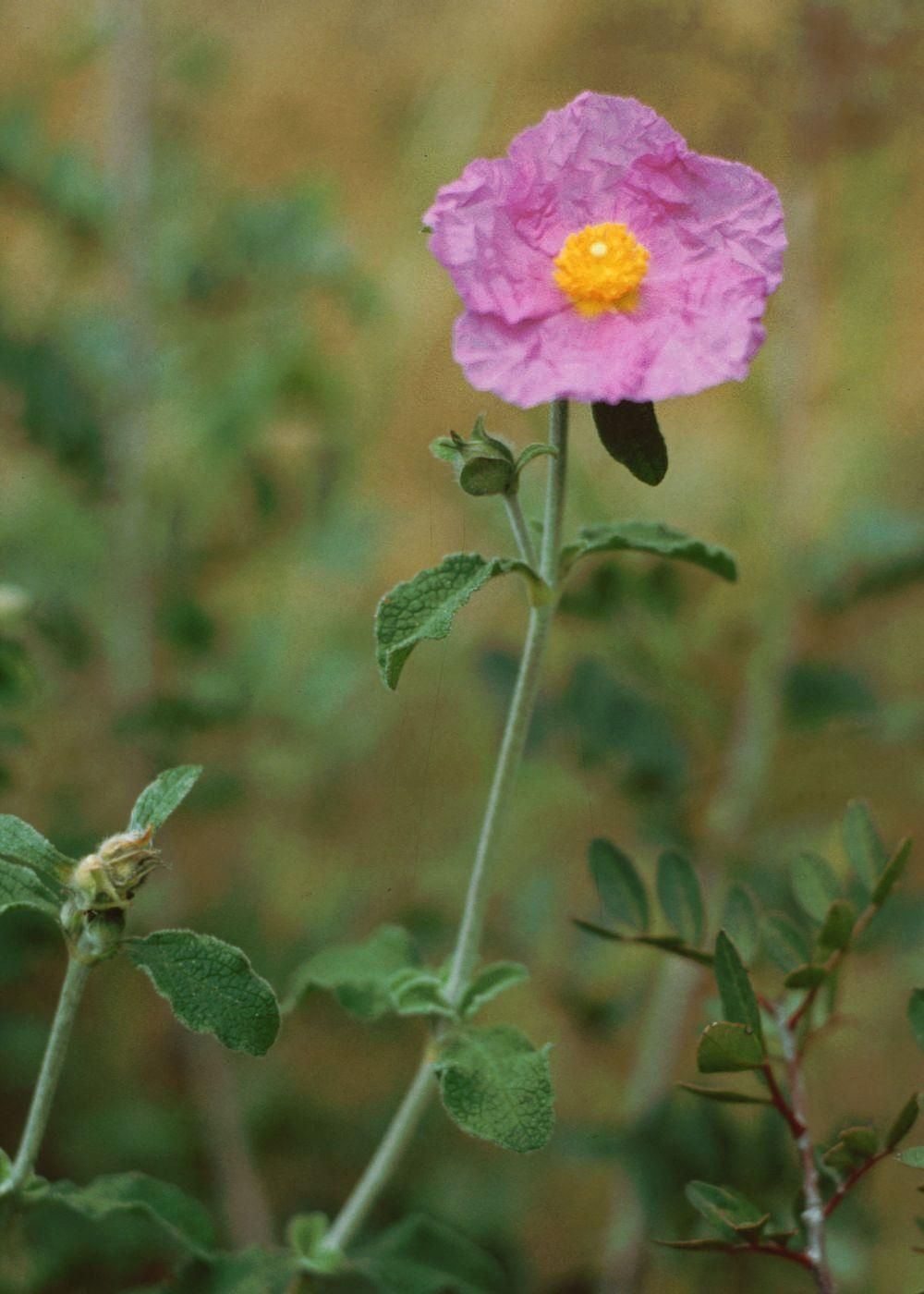
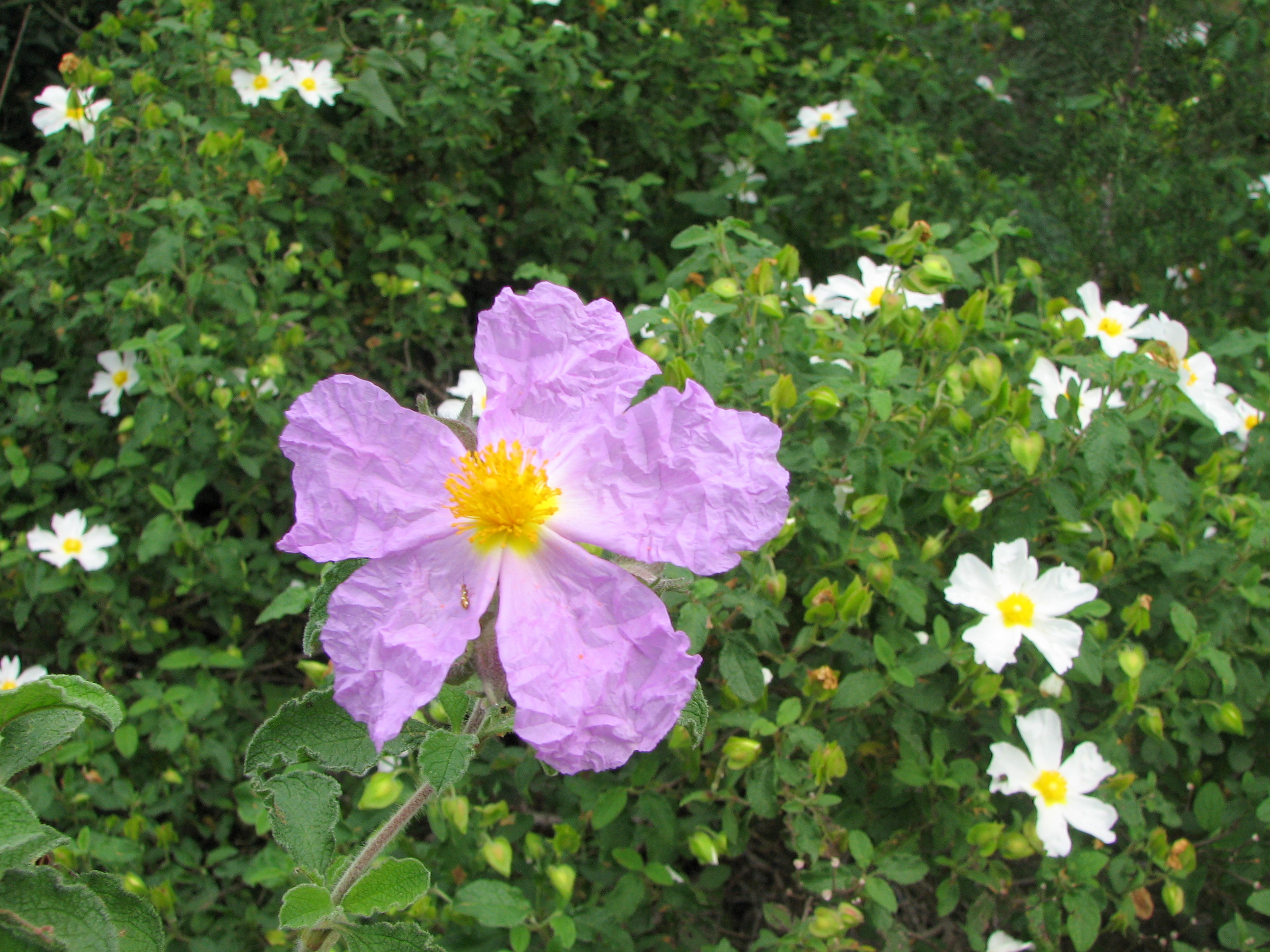
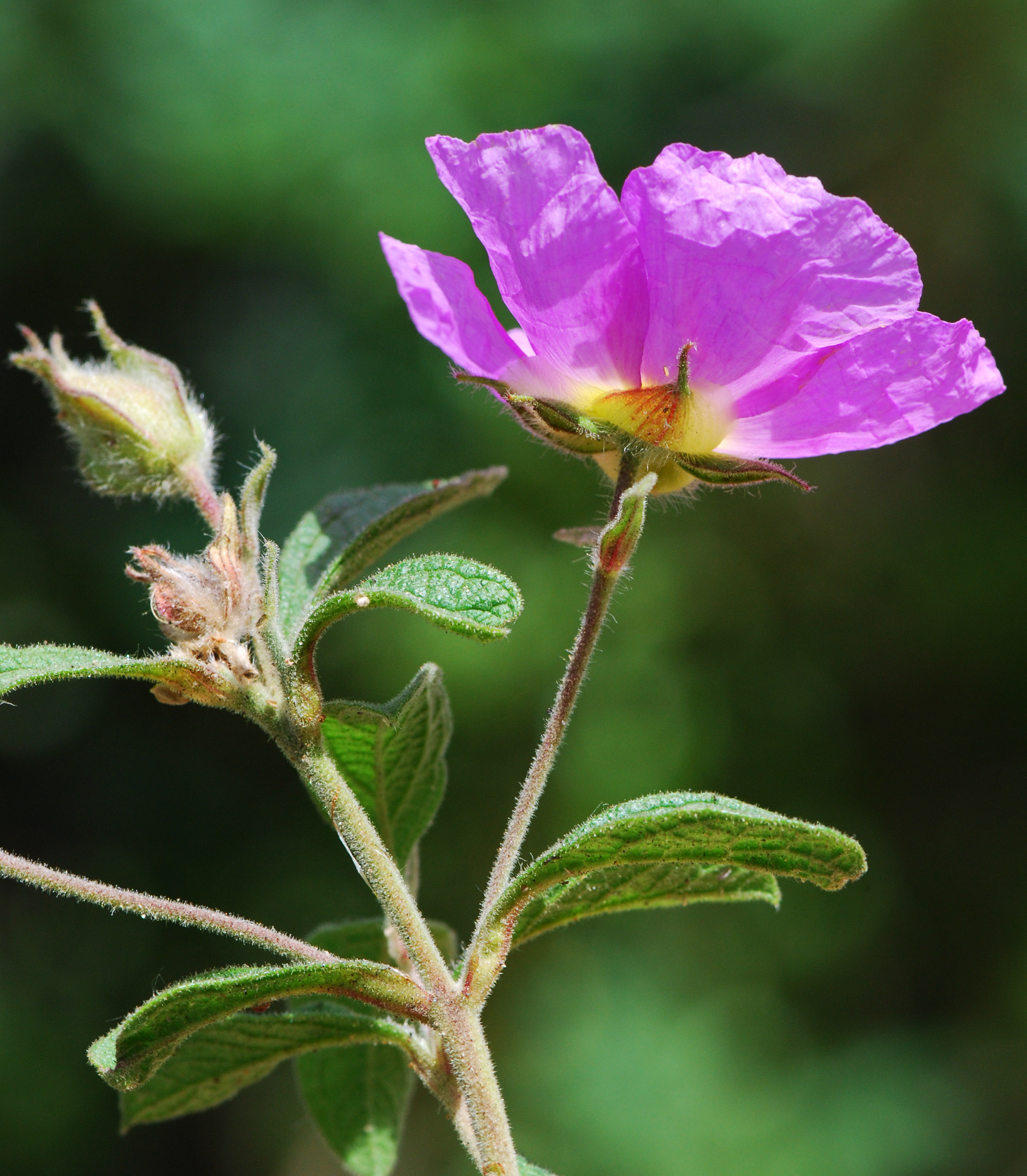